# 弗萊明角
弗萊明角（英語：Fleming Head），是南極洲的海岬，位於維多利亞地的斯科特海岸，處於拉森冰川終點南部，美國地質調查局根據測量和美國海軍拍攝的空中照片繪入地圖，現時由南極條約體系管理。